# 木下ユミ
木下ユミ（きのした ユミ）は東京市麻布区（現・東京都港区）出身の日本の美容家。

## 人物
1950年、日本放送協会（NHK）秘書課幹事室職員として入局。当時は美容芸術の観点からオペラやバレエ、古典芸能などを研究していた。その後1953年のNHK総合テレビジョン正式開局に先駆けた伝送試験に向けて、テレビに合わせたメイクアップの研究を行う。1964年にNHKを退局後、フリーのメイクアップ・アーティストとなる。
1970年、個人事務所である「株式会社ユミ・ビュアクス」を設立し、各種テレビ番組やCM、雑誌、ステージなどの出演者のメイクアップを担当するようになる。1973年、原宿にユミ・ビュアクス直営のビューティーサロンを作り、著名芸能人が本格的にデビューする前のイメージづくりのためのメイクアップに尽力。
1981年「木下ユミ・メイクアップ研究会」設立。1985年（現・特定非営利活動法人）日本ネイリスト協会の設立に参画し、理事。
1991年、自伝「紅のすさび」（タイトル命名は川内康範　1992年「日本図書館協会第1919回選定図書」認定）を著する。
2000年、業界活動50周年を記念し、アニバーサリーフェスティバルがディズニー・アンバサダー・ホテル（東京ディズニーリゾート）にて行われる。
2002年、アーティスティックスイミング（当時シンクロナイズドスイミング）のナショナルチームの美容プロデュースを務める。
2010年、「筆の世界に遊ぶ文化人」として、作品を出品。
2015年、日本ネイリスト協会特別功労賞、2019年、日本スパ・ウェルネス協会表彰、東京都功労賞を受賞、2022年日本ネイリスト協会特別名誉会員。

## 関連する人物
- 夫・木下秀雄（元俳優）
- 娘・木下美穂里（本名：藤井美穂里[2]、1961または1962年[2] -  ) 2024年、ネイリストとして初の「現代の名工」に選出される[3]。